# Ла Порт Сити (Ајова)
Ла Порт Сити (енгл. La Porte City) град је у америчкој савезној држави Ајова. По попису становништва из 2010. у њему је живело 2.285 становника.

## Демографија
Према попису становништва из 2010. у граду је живело 2.285 становника, што је 10 (0,4%) становника више него 2000. године.
| Група             | 2000.         | 2010.         |
| Белци             | 2.251 (98,9%) | 2.219 (97,1%) |
| Афроамериканци    | 3 (0,1%)      | 18 (0,8%)     |
| Азијати           | 2 (0,1%)      | 5 (0,2%)      |
| Хиспаноамериканци | 5 (0,2%)      | 22 (1,0%)     |
| Укупно            | 2.275         | 2.285         |